# Sœurs de la charité de Montréal
Pour les articles homonymes, voir Sœurs grises (homonymie).
Les Sœurs de la charité de Montréal (en latin : Congregationis Sororum Caritatis Marianopoli) sont une congrégation religieuse féminine hospitalière de droit pontifical.

## Historique

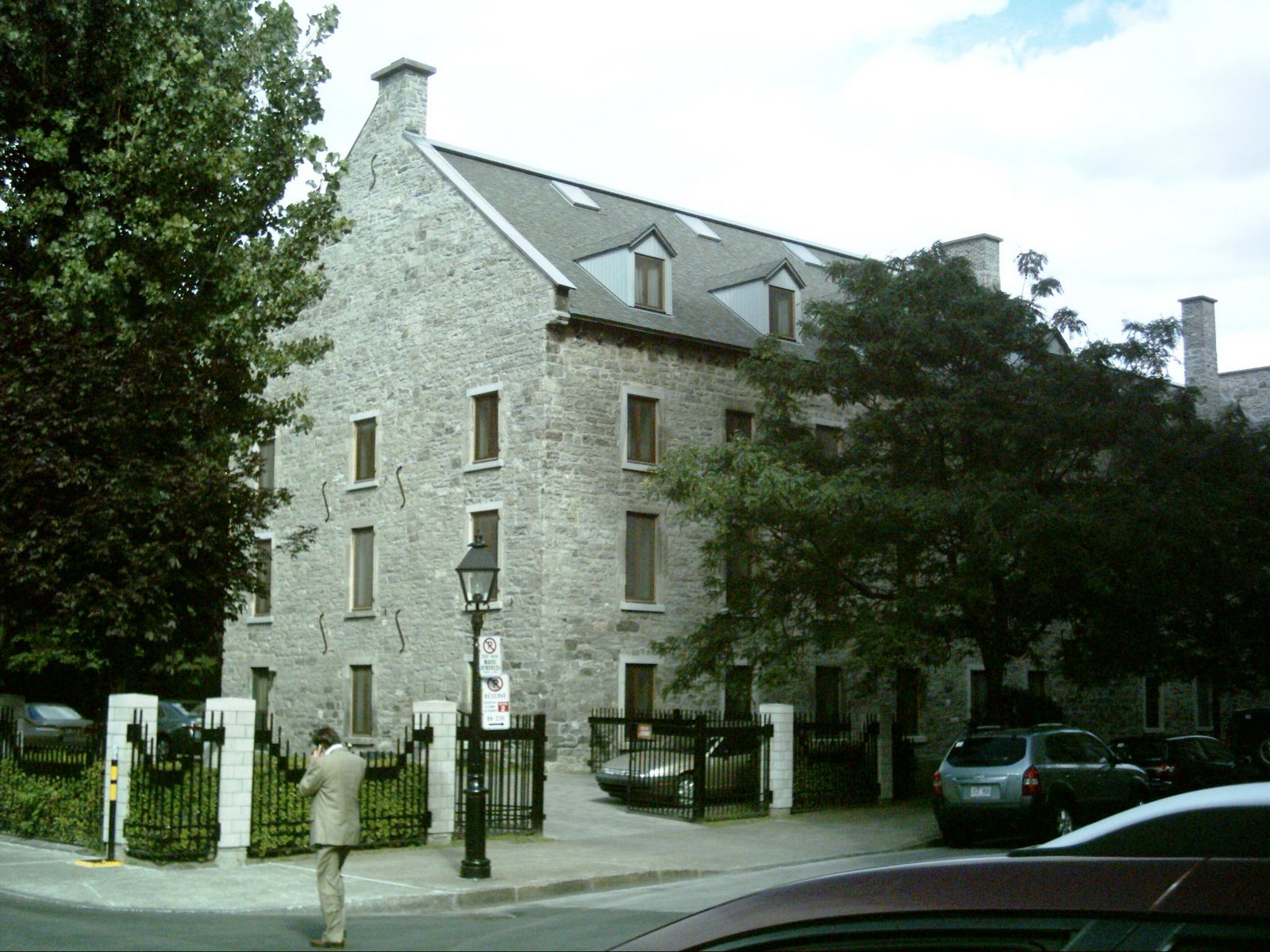
Maison de Mère d'Youville dans le Vieux-Montréal

À la mort de son mari, Marguerite d'Youville commence à prendre soin des malades de l'Hôpital général de Montréal, alors sous la direction des Frères Hospitaliers de la Croix et de Saint-Joseph (fondé en 1692 à Montréal par Jean-François Charon de la Barre). Elle est aidée par d'autres femmes de sa condition (Louise Thaumur, Catherine de Rainville, Catherine Demers). Le sulpicien Louis Normant Du Faradon établit une règle pour la communauté et le 30 octobre 1738, les femmes s'installent dans une petite maison à Montréal. La communauté accueille de nombreux malades et invalides mais les femmes sont considérées avec mépris principalement à cause de l'époux décédé de Marguerite d'Youville (homme violent qui passait de l'alcool en contrebande) et on leur donne en dérision le surnom de « sœurs grises » (c'est-à-dire ivres). Plus tard, quand les sœurs seront bien respectées, Marguerite d'Youville choisira ce nom en signe d'humilité.
En 1747, Louis Normant Du Faradon demande aux sœurs de prendre en charge l'Hôpital Général de Montréal qui menace de fermer à la suite d'une mauvaise gestion des Frères Hospitaliers. Mais en raison de l'interdiction au Canada de fonder de nouvelles familles religieuses, la communauté reste longtemps une simple association de femmes laïques: ce n'est que le 3 juin 1753 que Louis XV confirme officiellement Mère d'Youville comme administratrice de l'hôpital et transfère aux sœurs les droits et privilèges accordés auparavant par lettres patentes en 1694 aux frères hospitaliers. Elles deviennent administratrices de nombreuses terres à Montréal et Marguerite d'Youville fait l'acquisition de la seigneurie de Châteauguay, où elle construit un moulin afin d'accroître les revenus. 
L'institut est érigé canoniquement le 15 juin 1755 par Henri-Marie du Breil de Pontbriand, évêque du  diocèse de Québec.
L'abolition du régime seigneurial en 1854 force l'institut à rechercher ailleurs son financement. Les sœurs vont alors consacrer une certaine partie des chambres de l'hôpital général à l'accueil de femmes pensionnaires pour combler leurs besoins. Les dons de divers mécènes et du gouvernement sont eux-aussi, très importants tout comme les travaux manuels des sœurs, avec des ouvrages très diversifiés : travaux d'aiguille, blanchissage, fabrication d'hosties, de cierges, de bougies, de lampes, mais aussi confection de différents statuaires, notamment celle d'Enfants-Jésus de cire.
Après les articles de capitulation de Montréal et le passage du Canada au gouvernement britannique, la congrégation se heurte à des difficultés considérables et demeure modeste, c'est à partir de 1840 seulement qu'elle se répand et, à partir du noyau originel de Montréal, certaines maisons donnent naissance à cinq nouvelles congrégations (de Saint-Hyacinthe, d'Ottawa, de Québec, de Philadelphie, de Pembroke). La congrégation reçoit le décret de louange le 4 janvier 1862 et ses constitutions religieuses sont définitivement approuvées par le Saint-Siège le 21 juillet 1865.

## Activités et diffusion
Les sœurs grises administrent des centres d'accueil pour femmes et enfants en détresse, maisons de retraite pour personnes âgées, centres de réadaptation pour personnes handicapées. Elles se consacrent également aux soins des malades et à la distribution de nourriture et de vêtements aux indigents.
Elles sont présentes au Canada, aux États-Unis, au Brésil et en Colombie.
La maison généralice est à Montréal. 
En 2017, la congrégation comptait 277 religieuses dans 11 maisons.

## Les congrégations sœurs
Plusieurs congrégations sœurs se séparent des Sœurs Grises de Montréal :
- Les Sœurs de la charité de Saint-Hyacinthe (1840)
- Les Sœurs de la charité d'Ottawa (1845)
- Les Sœurs de la charité de Québec (1849)
- Les Sœurs de la charité de l'Hôtel-Dieu de Nicolet (1886), séparées des Sœurs de Saint-Hyacinthe, puis rattachées aux Sœurs de Montréal (1941)
- Grey Nuns of the Sacred Heart (1921), séparées des Sœurs d'Ottawa
- Grey Sisters of the Immaculate Conception (1926), séparées des Sœurs d'Ottawa

## Les premières Mères Supérieures
- Marie Marguerite de Lajemmerais, Veuve d'Youville  (1737 - 1771)
- Marguerite-Thérèse Lemoine-Despins (1771 - 1792)
- Thérèse-Geneviève Coutlée (1792 - 1821)
- Marguerite Saint-Germain Lemaire (1821 - 1833)
- Marguerite-Dorothée Trottier de Beaubien (1833 - 1843)
- Elizabeth Forbes McMullen (1843 - 1848)
- Rose Coutlée (1848 - 1853)
- Julie Hainault Deschamps (1853 - 1863)

## Autres dates importantes
- 1737 : Fondation de la Congrégation par Marguerite de Lajemmerais d'Youville
- 1738 : Aménagement du premier refuge pour les pauvres par les Filles de la charité
- 1747 : Prise en charge de l'Hôpital Général de Montréal
- 3 juin 1753 : Louis XV confirme officiellement M. D'Youville dans son rôle d'administratrice de l'hôpital.
- 15 juin 1755 : Mgr Pontbriand approuve la communauté
- 1765 : Le premier hôpital est la proie des flammes ; on met 4 mois à le reconstruire.
- 1846 : Début de l'assistance des malades à domicile
- 1847 : Épidémie de typhus à Montréal
- 1849 : Épidémie de choléra à Montréal
- 1858 : Ouverture du noviciat
- 3 mai 1959 : Béatification de Marguerite d'Youville par le Pape Jean XXIII
- 9 décembre 1990 : Canonisation de Marguerite d'Youville par le Pape Jean-Paul II